# Oorlans
Oorlans – dialekt języka afrikaans. Oorlans zawiera elementy zaczerpnięte z języków bantu.
Używany jest w Republice Południowej Afryki, posługuje się nim ok. 200 000 użytkowników.